# Junior Arias
Junior Gabriel Arias Cácerers (Montevideo, 17 maggio 1993) è un calciatore uruguaiano, attaccante del Palestino.

## Carriera

### Club

#### Liverpool Montevideo e il prestito all'El Tanque
Il 4 maggio 2013 fa il suo debutto nella massima divisione uruguaiana, in occasione del pareggio interno, per 2-2, contro il Juventud de Las Piedras, subentrando a Gastón Machado al minuto 69. Conclude la sua prima stagione da professionista con un totale di 4 presenze e nessuna rete messa a segno.
Nella stagione successiva, non viene mai impiegato quindi il club decise di cederlo, in prestito, all'El Tanque Sisley. Con i verdinegros esordisce il 2 febbraio 2014, partendo da titolare nella sconfitta interna, per 1-2, contro il Fénix. Il 9 febbraio successivo mette a segno i suoi primi gol in carriera, mettendo a segno una doppietta nella vittoria esterna, per 0-4, contro il Juventud de Las Piedras. Conclude la stagione in prestito all'El Tanque con un totale di 15 presenze e 6 reti.
Con il prestito scaduto torna al Liverpool Montevideo, retrocesso nella seconda divisione uruguaiana. Gioca la sua prima partita stagionale il 13 settembre 2014, in tale occasione mette a segno una doppietta nella vittoria finale, per 0-3, contro il Torque. Il 12 ottobre 2014 sigla la seconda doppietta stagionale in occasione della vittoria, per 5-0, contro il Cerrito, mettendo a segno il 6º gol in sole 4 giornate di campionato. Il 1º novembre mette a segno una cinquina nella vittoria, per 7-1, contro il Plaza Colonia. Il 15 novembre successivo mette a segno la terza doppietta stagionale nella vittoria casalinga, per 6-0, contro il Progreso. Il 2 maggio 2015, grazie alla vittoria, per 2-1, contro il Cerro Largo, ottiene, con 3 giornate di anticipo, la promozione nella Primera División Profesional de Uruguay.
Il 4 giugno 2016 si laurea capocannoniere della Primera División Profesional de Uruguay 2015-2016 con un bottino di 19 reti (a pari merito con il giocatore del Montevideo Wanderers Gastón Rodríguez).

#### Peñarol
Il 5 agosto 2016 viene acquistato dal Peñarol lasciando così il Liverpool dopo 56 presenze e 36 reti. L'esordio arriva il 17 agosto successivo in occasione della partita di Coppa Sudamericana pareggiata, per 1-1, contro i paraguaiani dello Sp. Luqueño. Il 9 ottobre 2016 mette a segno le sue prime due reti con la maglia del Peñarol in occasione della trasferta persa, per 3-2, contro il Danubio. Conclude la sua prima stagione con un bottino di 15 presenze dove mette a segno 5 reti.
Il 7 marzo 2017 disputa la sua prima partita di Coppa Libertadores in occasione della trasferta persa, per 6-2, contro i boliviani del Wilstermann. Il 27 aprile successivo arriva anche la prima rete in tale competizione, in occasione della partita casalinga persa, per 2-3, contro i brasiliani del Palmeiras. La seconda stagione in giallonero si conclude con 28 presenze e 7 gol.

#### Talleres
Il 2 agosto 2017 viene acquistato, a titolo definitivo, dal club argentino del Talleres (C) per una cifra attorno agli 850.000 euro lasciando così il proprio paese per la prima volta in carriera. L'esordio arriva il 26 agosto successivo in occasione della prima di campionato contro il Lanús dove mette anche a segno il gol che apre le marcature nel 5-2 finale in favore dei suoi. Chidue la stagione con 24 presenze e 6 reti messe a segno.

## Statistiche

### Presenze e reti nei club
Statistiche aggiornate al 3 maggio 2025.
| Stagione             | Squadra              | Campionato           | Campionato | Campionato | Coppe nazionali | Coppe nazionali | Coppe nazionali | Coppe continentali | Coppe continentali | Coppe continentali | Altre coppe | Altre coppe | Altre coppe | Totale | Totale |
| Stagione             | Squadra              | Comp                 | Pres       | Reti       | Comp            | Pres            | Reti            | Comp               | Pres               | Reti               | Comp        | Pres        | Reti        | Pres   | Reti   |
| -------------------- | -------------------- | -------------------- | ---------- | ---------- | --------------- | --------------- | --------------- | ------------------ | ------------------ | ------------------ | ----------- | ----------- | ----------- | ------ | ------ |
| 2012-2013            | Liverpool (M)        | PD                   | 4          | 0          | -               | -               | -               | -                  | -                  | -                  | -           | -           | -           | 4      | 0      |
| 2013-gen. 2014       | Liverpool (M)        | PD                   | 0          | 0          | -               | -               | -               | -                  | -                  | -                  | -           | -           | -           | 0      | 0      |
| gen.-giu. 2014       | El Tanque Sisley     | PD                   | 15         | 6          | -               | -               | -               | -                  | -                  | -                  | -           | -           | -           | 15     | 6      |
| 2014-2015            | Liverpool (M)        | SD                   | 23         | 17         | -               | -               | -               | -                  | -                  | -                  | -           | -           | -           | 23     | 17     |
| 2015-2016            | Liverpool (M)        | PD                   | 29         | 19         | -               | -               | -               | -                  | -                  | -                  | -           | -           | -           | 29     | 19     |
| Totale Liverpool (M) | Totale Liverpool (M) | Totale Liverpool (M) | 56         | 36         |                 | -               | -               |                    | -                  | -                  |             | -           | -           | 56     | 36     |
| 2016                 | Peñarol              | PD                   | 14         | 5          | -               | -               | -               | CS                 | 1                  | 0                  | -           | -           | -           | 15     | 5      |
| 2017                 | Peñarol              | PD                   | 22         | 5          | -               | -               | -               | CL                 | 6                  | 2                  | -           | -           | -           | 28     | 7      |
| Totale Peñarol       | Totale Peñarol       | Totale Peñarol       | 36         | 10         |                 | -               | -               |                    | 7                  | 2                  |             | -           | -           | 43     | 12     |
| 2017-2018            | Talleres (C)         | PD                   | 23         | 6          | CA              | 1               | 0               | -                  | -                  | -                  | -           | -           | -           | 24     | 6      |
| 2018-2019            | Talleres (C)         | PD                   | 22         | 5          | CA+CdS          | 1+3             | 0               | CL                 | 4                  | 0                  | -           | -           | -           | 30     | 5      |
| ago. 2019            | Talleres (C)         | PD                   | 1          | 0          | CA              | 1               | 0               | -                  | -                  | -                  | -           | -           | -           | 2      | 0      |
| Totale Talleres      | Totale Talleres      | Totale Talleres      | 46         | 11         |                 | 6               | 0               |                    | 4                  | 0                  |             | -           | -           | 56     | 11     |
| 2019-2020            | Banfield             | PD                   | 18         | 2          | CA              | 1               | 0               | -                  | -                  | -                  | -           | -           | -           | 19     | 2      |
| set.-dic. 2020       | Patronato            | -                    | -          | -          | CA+CLP          | 3+10            | 2+2             | -                  | -                  | -                  | -           | -           | -           | 13     | 4      |
| 2021                 | Patronato            | PD                   | 25         | 5          | CLP             | 10              | 0               | -                  | -                  | -                  | -           | -           | -           | 35     | 5      |
| Totale Patronato     | Totale Patronato     | Totale Patronato     | 25         | 5          |                 | 23              | 4               |                    | -                  | -                  |             | -           | -           | 48     | 9      |
| feb.-lug. 2022       | Barracas Central     | PD                   | 3          | 0          | CA+CLP          | 1+11            | 1+0             | -                  | -                  | -                  | -           | -           | -           | 15     | 1      |
| lug.-dic. 2022       | Atenas               | SD                   | 11         | 2          | CU              | 0               | 0               | -                  | -                  | -                  | -           | -           | -           | 11     | 2      |
| 2023                 | The Strongest        | PD                   | 29         | 9          | CDP             | 9               | 2               | CL                 | 6                  | 0                  | -           | -           | -           | 44     | 11     |
| 2024                 | San Martín (T)       | BN                   | 41         | 12         | CA              | 1               | 0               | -                  | -                  | -                  | -           | -           | -           | 42     | 12     |
| 2025                 | Palestino            | PD                   | 8          | 0          | CC              | 6               | 2               | CS                 | 6                  | 1                  | -           | -           | -           | 20     | 3      |
| Totale carriera      | Totale carriera      | Totale carriera      | 288        | 93         |                 | 58              | 9               |                    | 23                 | 3                  |             | -           | -           | 369    | 105    |

## Palmarès

### Club
- Campionato uruguaiano di Segunda División Profesional: 1

Liverpool M.: 2014-2015
- Campionato boliviano: 1

The Strongest: 2023

### Nazionale
- Giochi panamericani: 1

Canada 2015

### Individuale
- Capocannoniere della Primera División Profesional de Uruguay: 1

2015-2016 (19 gol, a pari merito con Gastón Rodríguez)